# Dušan Veškovac
Dušan Veškovac (Servisch: Душан Вешковац) (Kruševac, 16 maart 1986) is een Servisch voetballer die bij voorkeur als centrale verdediger speelt. Hij staat onder contract bij het Franse Toulouse.

## Clubcarrière
Veškovac speelde in Servië voor FK Kruševac, FK Obilić en FK Borac Čačak. In 2006 trok hij naar Zwitserland, waar hij bij FC Wohlen tekende. Na twee jaar Wohlen tekende de centrumverdediger in 2008 bij FC Luzern. In 2011 tekende hij een driejarig contract bij Young Boys. Op 29 januari 2014 werd hij getransfereerd naar Toulouse. Veškovac tekende een contract voor 3,5 jaar bij de Zuid-Franse club. Op 15 februari 2014 debuteerde hij in de Ligue 1 in het uitduel tegen Lorient.
2 Nicolaisen ·
3 McKenzie ·
4 Cresswell ·
5 Genreau ·
6 Akdağ ·
7 Aboukhlal ·
8 Sierro  ·
9 Magri ·
10 Gboho ·
12 Kamanzi ·
13 King ·
15 Dønnum ·
17 Suazo ·
19 Sidibé ·
20 Schmidt ·
21 Zajc ·
23 Cásseres ·
30 Domínguez ·
50 Restes ·
80 Babicka ·
Coach: Martínez